# Роуз (Нью-Йорк)
Роуз (англ. Rose) — місто (англ. town) в США, в окрузі Вейн штату Нью-Йорк. Населення — 2291 особа (2020).

## Демографія
Згідно з переписом 2010 року, у місті мешкало 2369 осіб у 904 домогосподарствах у складі 646 родин. Було 982 помешкання
Расовий склад населення:
| - 95,4 % — білих - 0,5 % — корінних американців - 0,5 % — чорних або афроамериканців - 0,2 % — азіатів |

До двох чи більше рас належало 2,4 %. Частка іспаномовних становила 3,3 % від усіх жителів.
За віковим діапазоном населення розподілялося таким чином: 23,0 % — особи молодші 18 років, 60,5 % — особи у віці 18—64 років, 16,5 % — особи у віці 65 років та старші. Медіана віку мешканця становила 43,4 року. На 100 осіб жіночої статі у місті припадало 93,2 чоловіків;  на 100 жінок у віці від 18 років та старших — 94,8 чоловіків також старших 18 років.
Середній дохід на одне домашнє господарство  становив 62 211 долар США (медіана — 45 859), а середній дохід на одну сім'ю — 74 846 доларів (медіана — 55 625). Медіана доходів становила 45 972 долари для чоловіків та 31 806 доларів для жінок. За межею бідності перебувало 9,9 % осіб, у тому числі 12,7 % дітей у віці до 18 років та 4,3 % осіб у віці 65 років та старших.
Цивільне працевлаштоване населення становило 851 особа. Основні галузі зайнятості: освіта, охорона здоров'я та соціальна допомога — 24,1 %, виробництво — 20,4 %, роздрібна торгівля — 12,5 %, сільське господарство, лісництво, риболовля — 8,5 %.